# Abu' arapesh jezik
Abu' arapesh jezik (ISO 639-3: aah; autonim: Abu', alternativni naziv ua znači no), papuanski jezik s Papue Nove Gvineje kojim govori 2555 ljudi (2000. godine). Kao poseban jezik priznat je tek 16. siječnja 2009. i označen identifikatorom [aah].
Abu' arapesh se govori u provincijama Sandaun i East Sepik. Klasificira se porodici Torricelli, skupini Kombio-Arapesh, podskupini Arapesh.

## Vanjske poveznice
- The Abu’ Arapesh Language